# Superhost
Superhost ist ein US-amerikanischer Horrorfilm aus dem Jahr 2021.

## Handlung
Die YouTuber Claire und Teddy betreiben den Kanal Superhost. In ihren Videos bewerten sie Ferienunterkünfte, in denen sie übernachten. Der neuste Ausflug führt sie zu einem einsamen Haus in den Bergen, das sie erst nach mehreren Versuchen buchen konnten. Als dort der Zugangscode an der Eingangstür nicht funktioniert, beginnen sie draußen mit dem Videodreh. Dabei trifft plötzlich die Gastgeberin Rebecca ein, die völlig überdreht auftritt. Sie möchte selbst nicht gefilmt werden, aber sonst alles für die Gäste tun, um eine gute Bewertung zu erhalten. Bei einer Roomtour entdecken Claire und Teddy viele Überwachungskameras und werden skeptisch.
Mitten in der ersten Nacht geht Teddy auf den Balkon und glaubt eine Person mit leuchtenden Augen zu sehen. Am nächsten Morgen bekommen die Youtuber eine Nachricht, dass ihr Kanal gesperrt wurde. Da die Zahl der Abonnenten gerade sowieso sinkt, zweifelt Claire, ob es sinnvoll ist, mit den Videos weiterzumachen. In der zweiten Nacht hört das Paar Geräusche im Haus. Teddy durchsucht das Haus und findet niemanden. Die zuvor verstopfte Toilette funktioniert allerdings wieder und darin liegt ein Gebiss.
Am Morgen ist der Youtube-Account wieder aktiviert. Überraschend steht Rebecca in der Küche, um Frühstück für die Gäste zu machen. Beim Frühstück bemerken Claire und Teddy, dass Rebecca sie über die Überwachungskameras abhören kann. Als sie die Kameras ausschalten wollen, fliegt ein Stein durch das große Fenster im Wohnzimmer. Geworfen wurde er von Vera, einer älteren Frau, die von Claire als „Bitch von Draper“ bezeichnet wird. Diese wirft dem Paar vor, mit einer schlechten Bewertung ihr Geschäft ruiniert zu haben, und warnt Rebecca. Die Gastgeberin vertreibt Vera daraufhin mit wütendem Geschrei.
Direkt danach steht Rebecca für ein Interview auf dem Superhost-Kanal bereit. Dabei behauptet sie, dass sie das Haus von ihrem verstorbenen Vater erhalten habe. Auf Teddys Frage nach einem besonderen Gast oder Erlebnis erzählt sie von einem älteren Ehepaar, das über die Feiertage mehrere Wochen lang im Haus gewesen sei und sie eingeladen habe, mit ihnen Weihnachten zu feiern. Bei der anschließenden Videobearbeitung beschreibt Claire Rebecca als Psychopathin und glaubt, dass die Fans mehr davon sehen wollen. In der Nacht bricht der Video-Upload ab und Rebecca steht unbemerkt vor dem Schlafzimmer-Fenster.
Am nächsten Morgen führt Teddy Claire auf einen Berg mit grandioser Aussicht. Dort macht er ihr einen Heiratsantrag. Claire zerstört die romantische Stimmung allerdings, weil sie die Szene nicht ernst nimmt und an Content für das Video denkt. Das Paar beschließt, einen ruhigen Tag zu verbringen. Im Haus geht der Alarm los, weil die PIN am Eingang nicht funktioniert und auf dem Laptop läuft Rebeccas Interview. Außerdem finden Claire und Teddy einen Brief, der an Betty und Lou adressiert ist. Da Rebeccas Benutzername aus diesen Namen zusammengesetzt ist, erkennen sie, dass es sich dabei um das ältere Ehepaar handelt. Sie sehen sich in großer Gefahr und fliehen aus dem Haus.
Auf der Straße im Wald steht Rebecca vor ihnen. Sie möchte ihnen noch etwas zeigen. Claire sieht die Chance auf mehr Content und überredet Teddy, das Angebot anzunehmen. Rebecca weiß vom Heiratsantrag und führt das Paar weiter in den Wald. Dort hat sie Vera an einen Baum gefesselt. Sie täuscht vor, die Frau vor laufender Kamera zu erstechen. Danach befreit sie Vera und schnappt sich die Kamera. Als Teddy Rebecca mit der Frage nach Betty und Lou überrascht, antwortet sie, dass Claire und Teddy einfach nicht aufhören könnten. Wütend ersticht sie Vera nun tatsächlich.
Die Youtuber fliehen ohne Kamera zurück zum Haus. Der Alarm-Knopf für die Polizei funktioniert nicht, weil Rebecca mit einer Fernbedienung draußen vor dem Fenster steht. Sie verschwindet so plötzlich, wie sie aufgetaucht ist. Claire betritt einen mit „Zutritt verboten“ beschrifteten Lagerraum im Keller. Dort entdeckt sie neben einem benutzten Schlafsack einen Computer mit den Videos der Überwachungskameras. Offensichtlich hat Rebecca sich hier eingerichtet. Die Gastgeberin spricht Teddy über die Überwachungskamera im Wohnzimmer an. Sie deutet an, dass sie Betty und Lou ermordet hat, und droht, dass auch Claire und Teddy nicht lebend rauskommen werden. Claire nimmt währenddessen am Computer im Keller ein Video mit einem Hilferuf auf. Dann kommt Rebecca in den Keller und schlitzt Claires Kehle auf. Teddy erhält einen Stich in den Bauch, entkommt aber aus dem Lagerraum und schließt die Tür ab.
Er flieht in den Wald, wo er über Lous Leiche und die einer Katze stolpert. Rebecca befreit sich aus dem Keller und folgt ihm mit der Kamera. Teddy schafft es bis zu seinem Auto, aber nicht hinein, weil Rebecca den Funkschlüssel hat. Sie nimmt den Verlobungsring, während Teddy verblutet. Dann fährt sie mit dem Auto zurück zum Haus. Auf dem Computer im Keller sieht sie das Video mit Claires Hilferuf, das mittlerweile hochgeladen ist. Die Kommentare der Follower zeigen jedoch, dass die Fans das Video als Clickbaiting betrachten und deshalb nicht ernst nehmen.

## Produktion
Der Film wurde am Charleston Peak in Nevada gedreht.

## Rezeption
Die Rezensionen kommen zu einem mittelmäßigen Ergebnis, wobei Gillam für ihre Rolle das meiste Lob erhält. Beim Filmdienst heißt es: „Der Film hat zwar nichts allzu Substanzielles über die Gier nach virtueller Zustimmung zu sagen, liefert nicht zuletzt dank der genüsslich-schrillen Darstellung von Gracie Gillam aber solide Hinterwäldler-Horror-Unterhaltung.“ Rouven Linnarz fasst es bei film-rezensionen.de ähnlich zusammen: „Sind die Kommentare auf das Problem der Authentizität der Generation YouTube noch durchaus interessant, leidet [der] Film an seiner Berechenbarkeit und Spannungsarmut, die nur Gracie Gillam durch ihr Overacting durchbricht.“ Für Alexander Brunkhorst von Filmchecker ist es abgesehen von Gillams Auftritt ein „über weite Teile vorhersehbarer und prinzipiell uninteressanter Standard-Horror“.
Brian Tallerico hätte sich in seiner Rezension bei rogerebert.com gewünscht, dass der Film „etwas anspruchsvoller“ gewesen wäre und „etwas mehr Substanz bezüglich Internetkultur und geteilte Räume“ gehabt hätte, aber er sei „unzweifelhaft interessant“. Bei Rotten Tomatoes kommt bei der Film bei 27 Reviews auf 85 % positive Bewertungen.